# Joaquim Carvalho
Joaquim da Silva Carvalho (ur. 18 kwietnia 1937 w Barreiro, zm. 5 kwietnia 2022) – portugalski piłkarz, bramkarz. Brązowy medalista MŚ 66.

## Kariera sportowa
Największe sukcesy odnosił w Sportingu. Zdobywał z tym klubem tytuły mistrza kraju, a w 1964 sięgnął po Puchar Zdobywców Pucharów. Podczas MŚ 66 zagrał tylko w pierwszym spotkaniu Portugalii w turnieju, później zastąpił go José Pereira. Był to jego ostatni, szósty mecz w reprezentacji Portugalii (debiutował w 1965).